# Кипенское сельское поселение
Кипе́нское се́льское поселе́ние — муниципальное образование в южной части Ломоносовского района Ленинградской области.
Административный центр — деревня Кипень.
Глава поселения и глава администрации — Кюне Марина Валентиновна.

## География
Граничит:
- на северо-западе — с Гостилицким сельским поселением
- на северо-востоке — с Ропшинским сельским поселением
- на востоке — с Русско-Высоцким сельским поселением
- на юге — с Гатчинским муниципальным округом
- на западе — с Волосовским муниципальным районом

По территории поселения проходят автодороги:
- А120 (Санкт-Петербургское южное полукольцо)
- А180 «Нарва» (E 20) (Санкт-Петербург — Ивангород — граница с Эстонией)
- 41К-023 (Старые Низковицы — Кипень)
- Ропшинское шоссе

Расстояние от административного центра поселения до районного центра — 45 км.

## История
В XIX веке земли Кипенского сельского поселения входили в состав Ропшинской волости 1-го стана Петергофского уезда Санкт-Петербургской губернии.
1 августа 1927 года после ликвидации губерний, уездов и волостей Кипенский сельсовет Ропшинской волости Троцкого уезда вошёл в состав Урицкого района Ленинградского округа Ленинградской области. 
20 августа 1930 года Кипенский сельсовет вместе с другими сельсоветами упразднённого Урицкого района полностью вошел в состав вновь образованного Ленинградского Пригородного района. 
В 1933 году в состав Кипенского сельсовета входило 13 населённых пунктов: Андреевка, Большое Волосово, Малое Волосово, Волховицы, Валерьяновна, Большие Горки, Малые Горки, Келози, Кипень (село), Кипень (выселок), Никкоземяки, Проковсино, Симсейпалы. 
19 августа 1936 года Ленинградский Пригородный район был ликвидирован, Кипенский сельсовет вошёл в состав Красносельского района.
14 декабря 1955 года после упразднения Красносельского района Кипенский сельсовет вошёл в состав Ломоносовского района. 
25 апреля 1960 года к Кипенскому сельсовету присоединен Витинский сельсовет.
18 января 1994 года постановлением главы администрации Ленинградской области № 10 «Об изменениях административно-территориального устройства районов Ленинградской области» Кипенский сельсовет, также как и все другие сельсоветы области, преобразован в Кипенскую волость.
С 1 января 2006 года в соответствии с областным законом Ленинградской области от 24 декабря 2004 года № 117-оз «Об установлении границ и наделении соответствующим статусом муниципального образования Ломоносовский муниципальный район и муниципальных образований в его составе» было образовано Кипенское сельское поселение. В состав поселения вошла территория бывшей Кипенской волости.

## Население
| 1990  | 1997  | 2002  | 2006  | 2010  | 2011  | 2012  |
| ----- | ----- | ----- | ----- | ----- | ----- | ----- |
| 5242  | ↗5298 | ↘5079 | ↗5700 | ↘5102 | ↘5087 | ↘5065 |
| 2013  | 2014  | 2015  | 2016  | 2017  | 2018  | 2019  |
| ↘4991 | ↗5101 | ↘5002 | ↘4977 | ↗5002 | ↗5070 | ↗5092 |
| 2020  | 2021  | 2023  | 2024  | 2025  |       |       |
| ↗5158 | ↗5726 | ↗5972 | ↗6258 | ↗6424 |       |       |

## Состав сельского поселения
В состав сельского поселения входят 11 населённых пунктов:
| №  | Населённый пункт       | Тип населённого пункта          | Население    |
| -- | ---------------------- | ------------------------------- | ------------ |
| 1  | Витино                 | деревня                         | ↗266 (2017)  |
| 2  | Волковицы              | деревня                         | →114 (2017)  |
| 3  | Глухово                | деревня                         | ↗94 (2017)   |
| 4  | Глухово                | посёлок                         | ↗252 (2017)  |
| 5  | Дом Отдыха «Волковицы» | посёлок                         | ↘14 (2017)   |
| 6  | Келози                 | деревня                         | ↘1126 (2017) |
| 7  | Кипень                 | деревня, административный центр | ↗3477 (2021) |
| 8  | Трудовик               | деревня                         | ↗58 (2017)   |
| 9  | Черемыкино             | деревня                         | ↗110 (2017)  |
| 10 | Черемыкинская Школа    | посёлок                         | ↘7 (2017)    |
| 11 | Шундорово              | деревня                         | ↘42 (2017)   |

## Достопримечательности
- Развалины усадьбы XVIII века (владельцы инженер Бауэр, барон Корф)[27], в которой после революции располагался дом отдыха, немецкий госпиталь (в годы войны) и общежитие, сгоревшее в 1980-х годах; развалины ветряной мельницы[28] в деревне Волковицы.
- Почтовая станция постройки XIX века в Кипени.
- Охотничий домик герцога Г. Г. Мекленбург-Стрелицкого (в советское время — Черемыкинская школа-интернат, по которой назван посёлок Черемыкинская Школа).